# ستان مارش
ستانلي أو ستان مارش,أحد الشخصيات الرئيسية في المسلسل الشهير ساوث بارك.ستان وكايلي بروفلوفسكي صديقه المقرب، يتابدلان البطولة علي مدي الحلقات المختلفة.ويتميز ببعض العبارات مثل
Oh my God,they killed Kenny وتكون موجهه للمسؤول عن مقتل كيني ماكورميك. يتميز ستان بالأمانة والنضوج المبكر مقارنة بسنه.

## أسرته
ستان هو ابن راندي مارش الجيولوجي وشارون كيمبل مارش, يقع ستان في مواقف محرجة أغلب الوقت بسبب تصرفاتهم الغبية في معظم الأحيان. لساتنلي أخت أكبر منه في السن شيلي مارش والتي تضايقه وتضربه معظم الوقت. جد ستان وهو جنرال متقاعد قعيد والذي يحاول اقناع ستان بقتله في الموسم الأول. لستان خال وهو القناص جيمبو كرن. لستان أيضا كلب مثلي يدعي سباركي وسمكة شريرة في المسلسل spooky fish.

## روابط خارجية
- ستان مارش على موقع ميوزك برينز (الإنجليزية)
- ستان مارش على موقع أول ميوزيك (الإنجليزية)
- ستان مارش على موقع ديسكوغز (الإنجليزية)